# 下雙溪 (新北市)
下雙溪，是新北市貢寮區的一個地名，位於該區中部偏南，範圍大致為雙玉里西北部、貢寮里東部。

## 歷史
台灣清治末期，下雙溪地區為一街庄，稱為「下雙溪庄」，隸屬於三貂堡。該庄西北與丹裡庄為鄰，東北與社裡庄、田藔洋庄為鄰，東南邊為遠望坑庄、大石壁坑庄，西南邊為槓仔藔庄、長潭庄。
1901年（日治明治三十四年）11月，該庄隸屬於基隆廳，編入第十一區。1905年（明治三十八年）7月，第十區、第十一區合併為「槓仔寮區」。1920年（大正九年），該庄改制為「下雙溪」大字，隸屬於臺北州基隆郡貢寮庄，大字下有「下雙溪」、「坑子內」小字名。
戰後貢寮庄改制為貢寮鄉，隸屬於臺北縣，大字亦改制為村。2010年（民國99年）12月，臺北縣升格為新北市，貢寮鄉改制為貢寮區，村改制為里。

## 交通
台鐵宜蘭線橫向經過下雙溪地區中部，雖未設站，但離貢寮車站不遠。由此往東南轉西南可前往宜蘭、羅東、花蓮、台東等地，往西可在八堵車站連接縱貫線以前往基隆、台北、桃園、新竹及中南部各地。
省道台2丙線又稱基福公路，經過本地區南，由此往西北可前往貢寮市區、雙溪、平溪、基隆市暖暖區等地，往東北可於福隆接上省道台2線本線。

## 學校
- 貢寮國小